# ふたり (柴田淳の曲)
「ふたり」は、日本のシンガーソングライター・柴田淳の16作目のシングル。2008年5月28日にビクターエンタテインメントからDVD「しば漬け3」と同時発売された。

## 概要
- アルバム『親愛なる君へ』からの先行シングル。
- PV監督は、鈴木利幸が担当している。

## 収録曲
1. ふたり [4:28]
作詞・作曲：柴田淳、編曲：羽毛田丈史
2. 宝物 [4:39]
作詞・作曲：柴田淳、編曲：羽毛田丈史

## 収録アルバム
| 曲名   | 収録アルバム                                |
| ------ | ------------------------------------------- |
| ふたり | オリジナル『親愛なる君へ』（2008年6月18日） |